# Glyphodes perfecta
Glyphodes perfecta là một loài bướm đêm trong họ Crambidae.